# アレクサンドルス・カウナ
アレクサンドルス・カウナ（Aleksandrs Cauņa、1988年1月19日）は、ラトビア、ダウガフピルス出身で同国代表の元サッカー選手。現役時代のポジションはMF。なお実際のラトビア語での姓の読み方はツァウニャ(ロシアではЦауняと表記されている)。

## 経歴

### 初期のクラブ
1988年、ラトビア東部の都市ダウガフピルスにて生まれる。1995年にディナブルグFCのユースに入団し、そこで7年間を過ごした。2002年から2005年までの期間にはスコントFCのユースに在籍した。2006年、JFKオリンプスと契約しプロキャリアを始めた。同年にはユース時代を過ごしたスコントFCへ移籍。シーズンでは2部リーグ10試合出場の2得点を挙げ1部リーグでも10試合出場の2得点を挙げ、ラトビア年間最優秀若手選手賞に選出された。

### ワトフォードFC
2009年2月、フットボールリーグ・チャンピオンシップ所属のワトフォードFCにシーズン終了まで契約でレンタル移籍をした。3月3日に行われたプリマス・アーガイルFC戦の74分にジョン・ハーレイとの交代でピッチに立ちデビュー。2009年4月7日のサウサンプトンFC戦では得点を挙げた。

### PFC CSKAモスクワ
2011年2月1日、ロシア・プレミアリーグ所属のPFC CSKAモスクワへ4ヶ月の期限付き移籍をした。2011年2月17日、UEFAヨーロッパリーグのPAOKテッサロニキ戦でデビューを果たした。
2011年6月27日、太ももの怪我で満足に試合に出場することはなかったものの、CSKA陣営はカウナの能力を高く評価し、5年契約で完全移籍をした 。移籍金は50万ユーロ。
ポジション
サイドハーフを主戦場とし、チームメイトのマルク・ゴンサレス、ゾラン・トシッチ、本田圭佑とポジションが被るが、ゴンサレスは怪我で長期離脱をし、本田も怪我で離脱していた。
2011年10月18日、UEFAチャンピオンズリーグ 2011-12 グループリーグのトラブゾンスポル戦(3-0)では後半17分にゾラン・トシッチとの交代でピッチに立ち、14分経過した31分、ヴァグネル・ラヴからのクロスにボレーで合わせて得点をし、CSKAモスクワ移籍後初得点を決めた。また、UEFAチャンピオンズリーグ初得点でもあった。2011年12月7日、インテル戦(2-1)では後半32分にセク・オリセーと交代してピッチに立ち、41分コーナーキックからヴァシリ・ベレズツキーの得点をアシスト。そのまま試合は終了し、CSKAモスクワの決勝トーナメント進出に貢献した。
2011年12月中旬、クラブでの活躍と代表での活躍が認められて、2011年度のラトビア年間最優秀選手賞に選出された。しかし、クラブでは途中出場(15試合中4試合に先発出場の計449分)に甘んじていた。
2012年1月16日、スペイン合宿の練習中に第5中足骨を疲労骨折した(2ヶ月で回復)。2012/13シーズンは昨シーズンとは打って変わり、リーグ戦がウィンターブレイクに入る前に出場した18試合で16試合に先発出場(1323分)するなど、レギュラーとして試合に出場した。2012年12月中旬、2年連続2度目となるラトビア年間最優秀選手賞に選出された。

## 代表
2007年6月2日、UEFA欧州選手権2008予選のスペイン代表戦でA代表デビュー。2009年3月28日、2010 FIFAワールドカップ・ヨーロッパ予選のルクセンブルク戦の71分にラトビアA代表として初となる得点を決めた。2011年度はUEFA欧州選手権2012予選と親善試合で4ゴールを挙げた。

### 代表での得点
|     | 開催年月日     | 開催地           | 対戦国             | スコア | 結果 | 試合概要                                |
| --- | -------------- | ---------------- | ------------------ | ------ | ---- | --------------------------------------- |
| 1.  | 2009年3月28日  | ベルエア         | ルクセンブルク     | 0–2    | ○0–4 | 2010 FIFAワールドカップ・ヨーロッパ予選 |
| 2.  | 2009年9月9日   | リガ             | スイス             | 1–1    | △2–2 | 2010 FIFAワールドカップ・ヨーロッパ予選 |
| 3.  | 2010年8月11日  | リベレツ         | チェコ             | 1–4    | ●4–1 | 親善試合                                |
| 4.  | 2010年10月12日 | リガ             | ジョージア         | 1–1    | △1–1 | UEFA EURO 2012予選                      |
| 5.  | 2011年2月10日  | アンタルヤ       | ボリビア           | 1–1    | ○2–1 | 親善試合                                |
| 6.  | 2011年6月4日   | リガ             | イスラエル         | 1–2    | ●1–2 | UEFA EURO 2012予選                      |
| 7.  | 2011年9月2日   | トビリシ         | ジョージア         | 0–1    | ○0–1 | UEFA EURO 2012予選                      |
| 8.  | 2011年9月6日   | リガ             | ギリシャ           | 1–0    | △1–1 | UEFA EURO 2012予選                      |
| 9.  | 2012年6月1日   | ヴォル           | リトアニア         | 1–0    | ○5–0 | バルティックカップ 2012                 |
| 10. | 2012年9月7日   | リガ             | ギリシャ           | 1–0    | ●1–2 | 2014 FIFAワールドカップ・ヨーロッパ予選 |
| 11. | 2013年3月22日  | ファドゥーツ     | リヒテンシュタイン | 1–1    | △1–1 | 2014 FIFAワールドカップ・ヨーロッパ予選 |
| 12. | 2015年10月10日 | レイキャヴィーク | アイスランド       | 2–1    | △2–2 | UEFA EURO 2016予選                      |

## タイトル

### クラブ
スコントFC
- ヴィルスリーガ 2010

PFC CSKAモスクワ
- ロシア・プレミアリーグ 2012-13, 2013-14, 2015-16
- ロシア･カップ 2010-11, 2012-13
- ロシア・スーパーカップ 2013

### 代表
ラトビア代表
- バルティックカップ 2008, 2012

### 個人
- ラトビア年間最優秀若手選手賞 2006
- ラトビア年間最優秀サッカー選手賞 2011, 2012